# Rhagiomorpha exilis
Rhagiomorpha exilis är en skalbaggsart som beskrevs av Francis Polkinghorne Pascoe 1859. Rhagiomorpha exilis ingår i släktet Rhagiomorpha och familjen långhorningar. Inga underarter finns listade i Catalogue of Life.